# Ушаковское (озеро)
Ушаковское (фин. Tervajärvi) — пресноводное озеро на территории Селезнёвского сельского поселения Выборгского района Ленинградской области.

## Общие сведения
Площадь озера — 1,2 км², площадь водосборного бассейна — 64 км². Располагается на высоте 16,2 метров над уровнем моря.
Форма озера продолговатая: оно более чем на пять километров вытянуто с северо-запада на юго-восток. Берега изрезанные, каменисто-песчаные, местами заболоченные.
Через Ушаковское течёт река Полевая, впадающая в Выборгский залив Финского залива.
С нескольких сторон к озеру подходят просёлочные дороги.
Населённые пункты вблизи водоёма отсутствуют.
Название озера переводится с финского языка как «смоляное озеро».
Код объекта в государственном водном реестре — 01040300511102000009483.